# 科萊尤夫卡河
49°58′08″N 18°33′13″E / 49.9689°N 18.5535°E
科萊尤夫卡河是波蘭的河流，位於該國南部，處於西里西亞省，屬於紹特庫夫卡河的右支流，河道全長5公里，流域面積7平方公里，發源自希隆斯克地區沃濟斯瓦夫。